# Veress Judit
Veress Judit (Tövis, 1922. október 22. – Budapest, 1976. szeptember 20.) pedagógus, főiskolai tanár, a neveléstudományok kandidátusa (1966).

## Életpályája
Polgári iskolai tanári, majd tanítóképző intézeti tanári képesítést szerzett 1949-ben a Szegedi Tudományegyetem Apponyi Albert Kollégiumában. Pályáját a Szegedi Pedagógiai Főiskola nyelvészeti tanszékén kezdte, a Központi Pedagógus Továbbképző Intézet történelem tanszékén adjunktusa, 1953-tól docense volt. 1959-től a Pedagógiai Tudományos Intézet munkatársa volt. 1962-től az Országos Pedagógiai Intézet történelem tanszékének docense, 1969-től főiskolai tanára volt. 1963–1972 között a Pedagógiai Szemle szerkesztőjeként dolgozott. 1972–1976 között a Magyar Tudományos Akadémia Pedagógiai Kutató Csoportjának tudományos főmunkatársa volt.
A történelemtanítás módszertanával, az iskolarendszer fejlődésével, a nevelés szociológiai kérdéseivel foglalkozott.
Temetése a Farkasréti temetőben volt (26-1/9-114).

## Művei
- Útmutató az 1957/58. évi általános iskolai történelem tanításához (Budapest, 1957)
- A világnézet alakítása az általános iskolai történelemtanításban (Budapest, 1959)
- Tantárgy koncepció történelemből (Az iskolareformmal kapcsolatos tantervi munkálatokhoz) (Pedagógiai Szemle, 1960)
- A történelemtanítás és módszertanának fogalma (Magyar Pedagógia, 1963)
- Kísérletek a történelemtanítás köréből (Országos Pedagógiai Intézet, Budapest, 1964)
- A történelemtanítás módszertanának pedagógiai alapjai (Budapest, 1968)
- A tantárgymódszertanok fejlesztésének időszerűsége (Pedagógiai Szemle, 1969)
- A magyar iskolarendszer fejlődésének vázlata 1945–1969 (Budapest, 1972)

## Díjai
- Akadémiai Díj (megosztva, 1972)[7]